# یواس‌اس جک سی رابینسون (ای‌پی‌دی-۷۲)
یواس‌اس جک سی رابینسون (ای‌پی‌دی-۷۲) (به انگلیسی: USS Jack C. Robinson (APD-72)) یک کشتی بود که طول آن ۳۰۶ فوت (۹۳ متر) بود. این کشتی در سال ۱۹۴۴ ساخته شد.